# Peugeot Typ 32
Der Peugeot Typ 32 ist ein frühes Automodell des französischen Automobilherstellers Peugeot, von dem 1900 im Werk Audincourt 21 Exemplare produziert wurden.
Die Fahrzeuge besaßen einen Zweizylinder-Viertaktmotor eigener Fertigung, der im Heck liegend angeordnet war und über Kette die Hinterräder antrieb. Der Motor leistete zwischen 8 und 12 PS.
Bei einem Radstand von 156 cm betrug die Fahrzeuglänge 250 cm und die Fahrzeughöhe 160 cm. Die Karosserieformen Wagonnette und Tonneau boten Platz für sechs Personen.